# Tapio Korjus
Tapio Korjus (Vehkalahti, 10 de fevereiro de 1961) é um atleta finlandês especializado no lançamento do dardo e campeão olímpico desta modalidade em Seul 1988.
Foi um dos grandes atletas do dardo em seu país durante a década de 80, mas só conseguiu sucesso internacional em 1988, quando conquistou  a medalha de ouro nos Jogos com a marca de 84,28 m, na última tentativa, depois de passar toda a competição na segunda colocação. O segundo colocado naquela prova foi o jovem tcheco Jan Železný, que viria a ser tricampeão olímpico, tricampeão mundial, recordista mundial e o maior nome do lançamento do dardo em todos os tempos.
Depois desta inesperada vitória em Seul, Korjus desapareceu do cenário internacional do atletismo como competidor e passou a treinar a campeã finlandesa do dardo Mikaela "Mikke" Ingberg.